# Jack Churchill
John Malcolm Thorpe Fleming "Mad Jack" Churchill alezredes (1906. szeptember 16. - 1996. március 8.), becenevén Mad Jack (Őrült Jack) brit katona volt, aki a második világháborúban angol hosszú íjjal és kétélű skót karddal harcolt. Híres mottója: ,,Az a tiszt, aki kard nélkül indul a csatába, nincs megfelelően öltözve."

## Fiatalkora
Hongkongban született, a King William's College-ban tanult a Man szigeten, diplomáját pedig a Sandhurstban szerezte 1926-ban. Később Burmában teljesített szolgálatot a Manchester ezredben. 1936-ban otthagyta a sereget, és újságszerkesztőként kezdett dolgozni. Tehetséges íjászként és skót dudásként egy mellékszerepet is játszott A bagdadi tolvaj című filmben.

## A második világháborúban
Lengyelország lerohanása után visszatért a seregbe. 1940 májusában a Manchester ezreddel csapdába ejtett egy német őrjáratot a franciaországi L'Epinette-nél. Churchill úgy adott jelet a támadásra, hogy az őrmestert lenyilazta. Ő volt az egyetlen brit katona, aki hosszú íjjal ölt embert a második világháborúban. Angol hosszú íja, skót kardja és dudája elmaradhatatlan kellékei voltak egy-egy csatában. Mikor az egyik tiszttársa megkérdezte tőle, hogy miért hord magánál állandóan kardot ő azt válaszolta: ,,Véleményem szerint az a tiszt, aki kard nélkül indul a csatába nincs megfelelően öltözve." A Dunkirk-i harcok után önkéntesnek jelentkezett a kommandóba. Bár nem volt azzal tisztában, hogy milyen kötelezettségek járnak ezzel együtt, de veszélyesnek hangzott, éppen ezért érdekelte a dolog.
1941. december 27-én Churchill parancsnokhelyettes volt az Archery hadműveletben, aminek célja a Vågsøy-i német helyőrségen való rajtaütés volt. Amint a hadihajó rámpái földet értek, Jack előreszökkent, és eljátszott egy dallamot skót dudáján még azelőtt, hogy eldobta volna gránátját és megrohamozta volna a német állásokat. Dunkirk-i és Vågsøy-i tetteiért megkapta a Military Crosst.

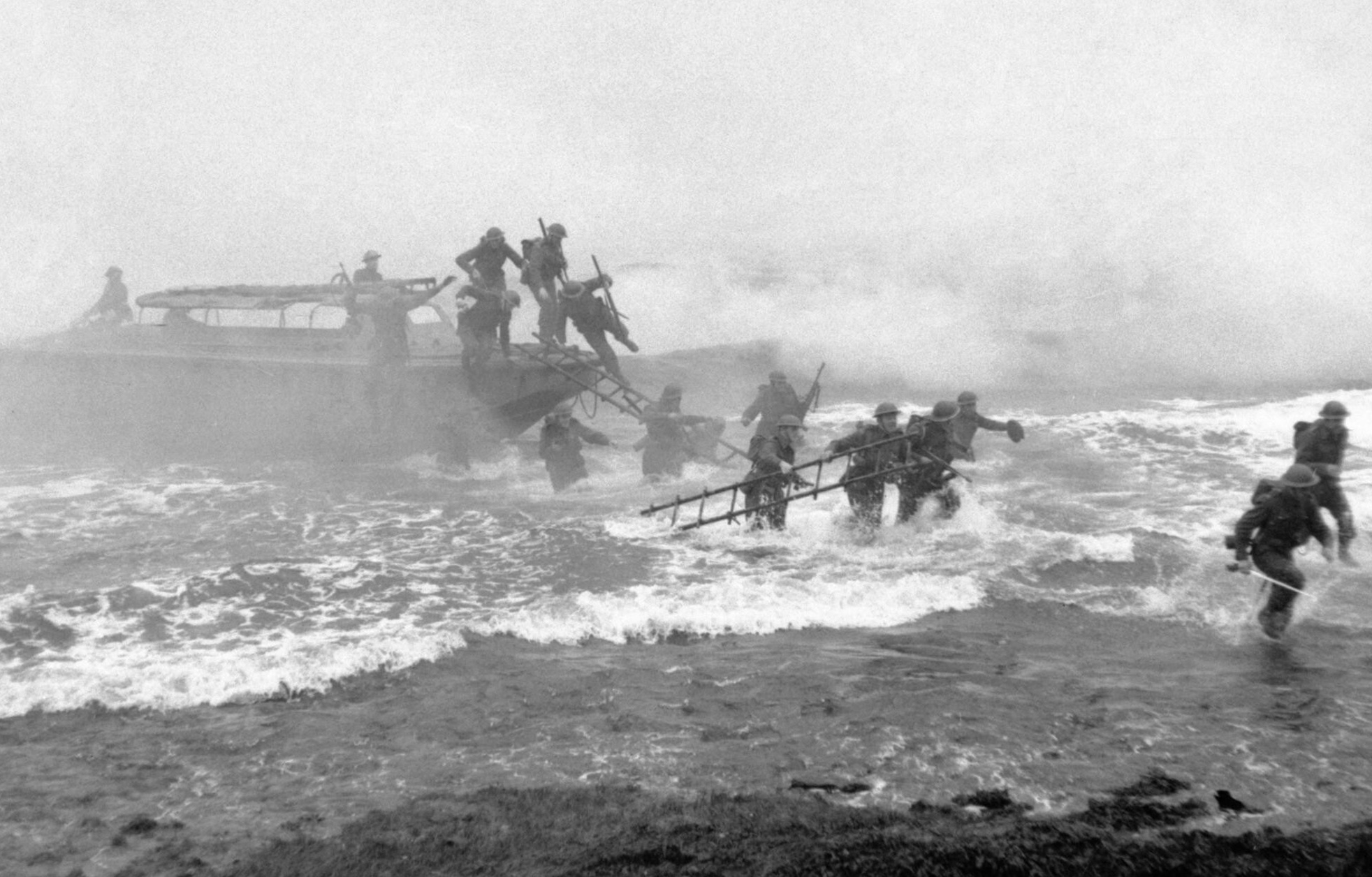
Karddal a kezében vezeti rohamra csapatát Churchill egy inveraray-i gyakorlat során

1943 júliusában parancsnoki tisztként a 2-es kommandót vezette a szicíliai Catania partraszállóhelynél. Skót kardja derekára volt kötve, hosszú íja és nyilai a hátán voltak, skót dudája pedig a hóna alatt, csakúgy mint később Salerno-nál. Feladata az volt, hogy elfoglaljon egy német kilátópontot La Molina városánál, amivel a salernói hídfő felé vezető hágót ellenőrizték. A 2-es és a 40-es kommandóval beszivárgott a városba, elfoglalta a támaszpontot, és összesen 42 foglyot ejtett egy tüzérségi osztaggal együtt úgy, hogy csupán kardját használta. Az akció után visszavezette embereit a hágón. A műveletben megsebesült embereit kordékra tette, amiket a német foglyoknak kellett húzniuk. ,,Olyan volt ez, mint a napóleoni háborúk képmása." Salernói akciójáért kiérdemelte a Distinguished Service Order-t.
1944-ben Jugoszláviában vezette a kommandósokat, ahol Josip Broz Tito partizánjait támogatta az adriai Vis szigetről. Májusban azt a parancsot kapta, hogy üssön rajta a német kézben lévő Brač szigeten, és foglalja el a Point 622. nevű erődítményt. Egy igen kevert sereget szervezett 1500 partizánból, a 43-as kommandóból, és egy, a 40-es kommandóból származó csapatból a rajtaütéshez. 
A partraszálláskor nem ütközött ellenállásba, azonban mikor felfedezték a magaslati erődítményt, amiből a németek tüzet nyitottak, a partizánok úgy döntöttek, hogy inkább másnapra halasztják a támadást. Churchill dudájával jelt adott a kommandósoknak, hogy készüljenek fel a harcra, majd rohamra indult a sötét éjszakában, a huzaloktól és aknáktól hemzsegő senkiföldjén, gránátokat hajigálva arra, amerre ment. Habár csapata mindent megtett annak érdekében, hogy fel tudjon zárkózni, hat ember kivételével mindegyikőjük értelmetlen halált halt. Abból a hatból, akiknek sikerült életben maradniuk három megsebesült és magára maradt egyetlen pisztollyal. Végezetül egy aknavető rakéta végzett egytől-egyig mindenkivel, kivéve Jack Churchillel, aki éppen a Will Ye No Come Back Again? című dalt játszotta dudáján. Egy gránátrobbanástól azonban elveszítette az eszméletét és fogságba esett. Később Berlinbe került, ahonnan átszállították a sachsenhauseni koncentrációs táborba.
1944 szeptemberében Churchill és egy RAF-tiszt sikeresen megszöktek, majd egy elhagyott csatornán keresztül kijutottak a Balti-tenger partjához. Rostocknál azonban elfogták őket, csupán néhány kilométerre a tengertől. 1945 áprilisában Churchillt 140 tábori társával együtt Tyrolba szállították SS katonák őrizete alatt. A foglyok delegációja elmondta az idősebb német tiszteknek: az emberek attól félnek, hogy ki fogják végezni őket. Egy Wichard von Alvensleben százados által vezetett katonai egységet vezéreltek ki a foglyok védelmére. Mivel túlerőben voltak, az SS őrség előreindult a foglyokat hátrahagyva. A felszabadulás után Churchill 150 kilométert tett meg Veronáig, ahol már az amerikaiak állomásoztak.
Közben a Csendes-óceáni hadszíntéren még hatalmas szárazföldi harcokat vívtak, így Churchillt Burmába vezényelték. Idővel Indiába került, majd Nagaszaki és Hirosima pusztulása után véget is ért a háború. Churchill azt mondta, hogy nagyon szomorú amiatt, hogy ilyen hirtelen vége lett a háborúnak. ,,Ha nem lennének ezek az átkozott jenkik, még vagy 10 évig folytatódhatott volna a háború."

## A háború után
1946-ban a Twentieth Century Fox éppen az Ivanhoe-n dolgozott Jack régi társával, Robert Taylorral. A stúdió Churchillt is alkalmazta, aki a warwicki várkastély falairól nyilazó íjász szerepét játszotta el
Miután a második világháború lezárult, Churchillt ejtőernyőssé képezték át, és a Seaforth Highlanders ezredhez került, majd később Palesztinába a Highland Light Infantry-hoz. 1948 tavaszán, mielőtt még lejárt volna a brit mandátum a térségben, Churchill egy újabb kalandba keveredett. Húsz katonájával a gyógyszereket szállító Hadassah konvoj védelmére kelt, amit arabok százai támadtak meg. A mészárlást követően ő irányította 700 zsidó orvos, tanuló, és beteg evakuálását a Hadassah kórházból a Jeruzsálem közelében lévő zsidó egyetemre.
Később oktatóként dolgozott egy ausztráliai katonai iskolában.
Visszatérve az Egyesült Királyságba ő volt az első ember, aki meglovagolta a Severn folyó öt láb (nagyjából másfél méter) magas hullámait saját készítésű deszkájával.
1959-ben végül nyugdíjba ment, azonban nyugállományba vonulása után is voltak furcsa szokásai. Mikor például hazafelé utazott vonattal, a kalauzok és az utasok meghökkentek azon, hogy csomagját minden egyes nap kihajította a vonat ablakán. Később elmagyarázta nekik, hogy a pakkját a saját hátsókertjébe dobja, így azt nem kell elcipelnie az állomástól a házáig.
Kétszer ítélték neki a "Distinguished Service Order" nevű érdemrendet kiváló teljesítményeiért. 1996-ban halt meg Surrey-ben.

## Családja
1941. március 8-án feleségül vette Rosamund Margaret Dennyt, akitől két gyereke született: Malcolm John Leslie Churchill és Alistair Gladstone Churchill 1942. november 11-én.

## Fordítás
- Ez a szócikk részben vagy egészben  a   Jack Churchill című angol Wikipédia-szócikk ezen változatának fordításán alapul.  Az eredeti cikk szerkesztőit annak laptörténete sorolja fel. Ez a jelzés csupán a megfogalmazás eredetét és a szerzői jogokat jelzi, nem szolgál a cikkben szereplő információk forrásmegjelöléseként.